# Rožyščský rajón
Rožyščský rajón (ukrajinsky Рожищенський район) byl rajón ve Volyňské oblasti na Ukrajině. Hlavním městem bylo Rožyšče a rajón měl přibližně 39 tisíc obyvatel. 

## Sídla v rajónu
- Dubyšče
- Rožyšče